# Timiryazev (cráter)

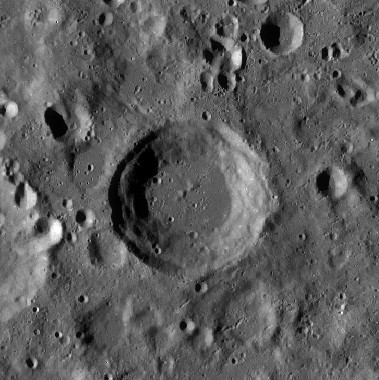
Fotografía de la misión Lunar Reconnaissance Orbiter

Timiryazev es un cráter de impacto que se encuentra justo al este de la enorme planicie amurallada del cráter Korolev, en la cara oculta de la Luna. Se halla al oeste-noroeste del cráter Sechenov y al norte-noreste de Mechnikov.
|  |

Es un impacto circular, con sus bordes exterior e interior ligeramente erosionados, y con un suelo interior que es aproximadamente la mitad del diámetro del cráter. Ningún cráter destacable atraviesa los bordes de Timiryazev o su interior, aunque el borde aparece ligeramente dañado en la cara sur. El interior carece de rasgos significativos, con tan solo algunas áreas irregulares.

## Cráteres satélite
Por convención estos elementos son identificados en los mapas lunares poniendo la letra en el lado del punto medio del cráter que está más cercano a Timiryazev.
|            | \| Timiryazev \| Coordenadas \| Diámetro \| \| ---------- \| ------------------------------ \| -------- \| \| B \| 2°18′S 145°42′O / -2.3, -145.7 \| 23 km \| \| L \| 8°12′S 146°24′O / -8.2, -146.4 \| 18 km \| \| P \| 7°54′S 148°00′O / -7.9, -148.0 \| 21 km \| \| S \| 6°00′S 149°24′O / -6.0, -149.4 \| 53 km \| \| W \| 3°00′S 150°00′O / -3.0, -150.0 \| 32 km \| |          |
| Timiryazev | Coordenadas | Diámetro |
| B          | 2°18′S 145°42′O / -2.3, -145.7 | 23 km    |
| L          | 8°12′S 146°24′O / -8.2, -146.4 | 18 km    |
| P          | 7°54′S 148°00′O / -7.9, -148.0 | 21 km    |
| S          | 6°00′S 149°24′O / -6.0, -149.4 | 53 km    |
| W          | 3°00′S 150°00′O / -3.0, -150.0 | 32 km    |